# Gyrinus confinis
Gyrinus confinis är en skalbaggsart som beskrevs av Leconte 1868. Gyrinus confinis ingår i släktet Gyrinus och familjen virvelbaggar. Inga underarter finns listade i Catalogue of Life.